# 캠코더

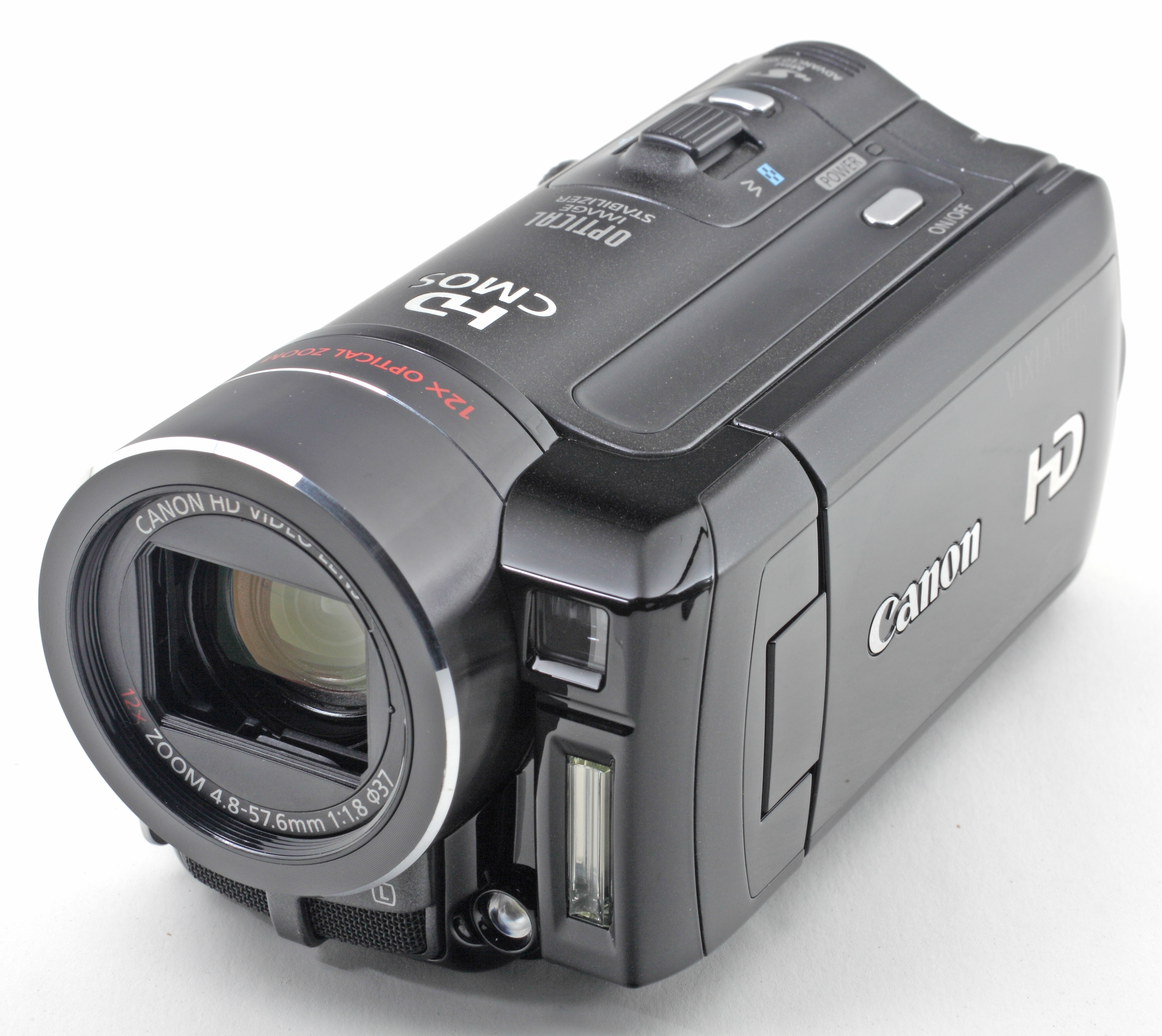
캐논의 캠코더

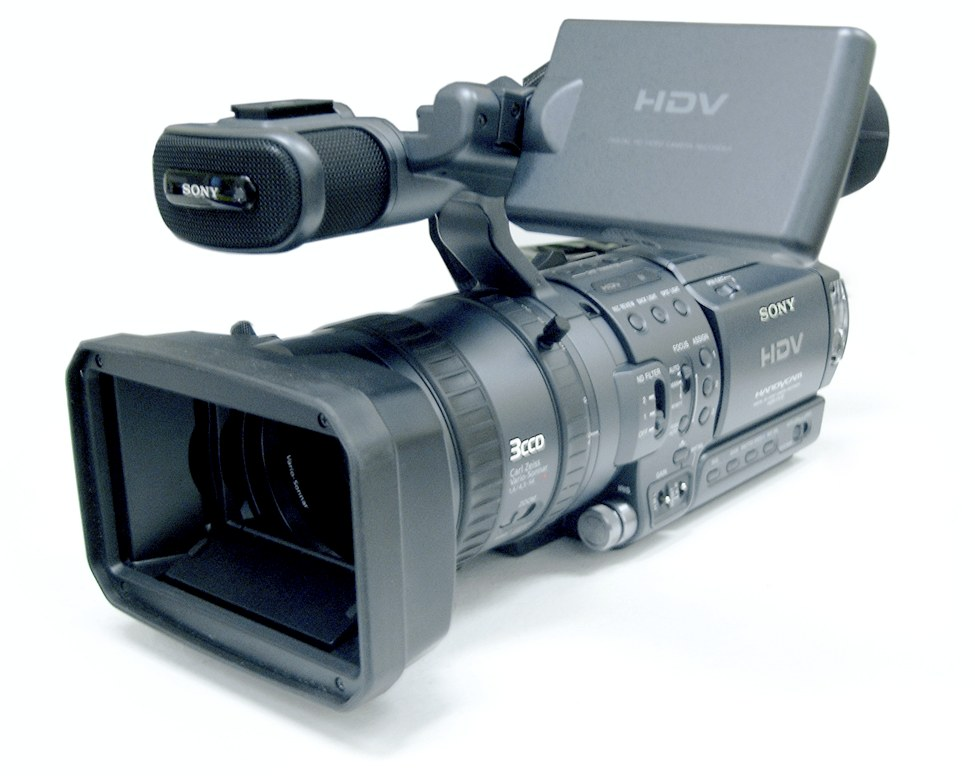
소니의 캠코더 브랜드 핸디캠

캠코더(camcorder)는 동영상 이미지와 소리를 내부 기억 장치에 기록하는 휴대용 비디오 카메라의 일종이다. 추가적인 장비나 선 연결 없이 본체 하나만으로도 영상 녹화 기능을 독립적으로 수행할 수 있다. 캠코더란 비디오 카메라의 캠(camera)과 비디오 카세트 리코더의 코더(recorder)를 하나로 합쳐 부르는 이름이다. 캠코더 이전에는 영상 기록과 음성 기록이 따로 이루어졌다.
JVC, 소니, 코닥과 같은 회사들이 개발했던 초창기의 캠코더들은 아날로그 비디오테이프를 사용하였으므로 부피가 엄청나게 컸으나, 지금은 디지털 기록 기술이 발달하고 장비의 크기가 소형화되며 지금은 손톱만한 크기의 메모리카드나 하드 디스크 드라이브에 장시간 고화질의 비디오를 녹화할 수 있게 되었다.

## 역사
텔레비전 방송용으로 설계된 비디오 카메라들은 크기가 크고 무거웠으며, 특수 받침대에 고정시킨 다음 별도 방에서 원격 녹화기에 선을 연결해야 했다. 기술이 발전함에 따라 콤팩트 비디오 카메라와 포터블 비디오 레코더를 통해 스튜디오 밖에서의 영상 녹화가 가능해졌다. 카메라 그 자체가 소형화되었으나 별도 레코더가 필요했기 때문에 촬영에는 두 사람이 필요했다.
1982년, 소니는 베타캠 시스템을 출시했다. 주 부품인 단일 카메라 녹화기 장치로 말미암아 카메라와 녹화기 사이의 케이블이 제거되었으며 카메라 조작자의 자유를 증가시켰다. 베타캠은 베타맥스와 동일한 카세트 포맷(녹화 포맷은 호환되지 않음)을 사용했으며 뉴스 방송과 스튜디오 내 영상 편집의 표준 장비로 되었다.
1983년, 소니는 최초의 소비자 캠코더를 출시했다. 베타무비 BMC-100P는 베타맥스 카세트를 사용했으며 손으로만 들고 촬영할 수 없는 크기로 인해 어깨에 놓고 촬영이 가능했다. 그 해에 JVC는 최초의 VHS-C 캠코더를 출시했다.

## 종류

### ENG
ENG 카메라 (Electronic News Gathering Camera)
캠코더 제품군 중 대체로 크기가 가장 크며 무겁다. 이동성을 가지면서도 좋은 화질을 가진 특성으로 방송국 스튜디오부터 야외 촬영현장 등 어떤 장소에서도 두루 쓰이고, 뉴스 보도용 촬영이나 다큐멘터리, 스튜디오 촬영 등 여러 방면에서 활용된다. 기본적으로는 어깨에 들쳐 메고 사용하도록 설계되어 있으나, 지속적인 이동이 필요한 상황이 아닌 이상은 삼각대에 올려서 촬영하는 것이 일반적이다.

### 소형 캠코더
한 손으로도 대부분의 조작이 가능하도록 세부적인 기능이 일부 빠지고 크기가 축소된 제품이다. VJ나 1인 미디어 제작자, 중소형 스튜디오에서 활용한다. 물리적인 크기가 작으므로 ENG 카메라보다 화질이 뛰어나지는 않으나, 소형화 기술이 발달한 현재는 이 급의 캠코더에서도 4K HDR 영상을 좋은 화질로 손쉽게 촬영할 수 있게 되었다.

### 액션캠
대개 주먹만 한 크기를 가진 소형 캠코더로, 직접 들고 촬영하기보다는 사물이나 신체에 부착해 보통 카메라들로는 촬영하기 어려운 구도의 영상을 얻어내는 데 쓰인다. 광각 렌즈가 달려 있어 한번에 넓은 영역을 담아낼 수 있다. 화질보다는 소형화와 배터리 수명에 중점을 두고 설계되었으며, 어떤 제품은 LCD 화면조차 달려있지 않다. 이러한 특성으로, 아웃도어 활동이나 격렬한 운동, 레이싱 등에서 주로 사용된다.

## 구성 요소

### 화면
캠코더의 화면은 촬영중인 영상과 음성을 모니터하고 다양한 기능을 제어하기 위한 용도로 사용된다. 대부분 본체의 한 부분으로써 부착되어 있으나, 일부 제품은 액세서리의 형태로 탈부착할 수 있도록 되어있다.

### 조작부
조작부는 크게 렌즈를 둘러싼 링과 본체 이곳저곳에 있는 버튼으로 구성되어 있다. 렌즈부의 링으로는 초점 조절, 조리개 개방 정도, 줌인/아웃을 조절할 수 있다. 본체에는 촬영을 관장하는 ND필터 전환, 나이트샷 전환, 노출 게인 조절, 셔터스피드 조절 버튼이 있다. 음량 조절, 수음 장치 선택, 팬텀 전원 인가 조절 등 음향을 관장할 수 있는 조작부도 있다. 이외에는 캠코더 자체의 조작을 관장하는 전원 On/Off, 촬영본 보기, 설정 메뉴 진입, 방향키 등으로 구성되어 있다. 각 조작부의 개수는 제조사나 목표 사용층에 따라 매우 유동적으로, 전문가용 ENG 카메라의 경우 위의 조작부보다 더 세밀하게 구성되어 있으며, 액션캠이나 저렴한 캠코더의 경우 단지 몇 개의 버튼만으로 구성된 경우도 있다. 이 때 대부분의 영상/음향 설정은 자동으로 조정된다.

### 입/출력부
입력부는 캠코더에 전원을 공급, 액세서리 연결, 외부 소스 수신부로 되어 있다. 액세서리 연결부에는 마이크나 조명 등의 장치를 연결에 카메라 자체 전원을 통해 작동되도록 한다. 외부 소스 수신부를 통해서는 멀티캠 촬영시 송출되는 화면이나 다른 카메라의 화면을 모니터할 수 있도록 하거나 헤드셋을 통해 조정실과 음성 의사소통이 가능하도록 한다.
출력부는 촬영한 음성/영상 소스를 조정실이나 원거리 송신 장치, 외부 레코더, 외부 모니터 등으로 보낼 수 있도록 구성되어 있다. 방송 제작 시스템 전반이 디지털화된 최근에는 HDMI, SDI 인터페이스가 주로 사용된다.

### 저장 장치
SD 영상 시대에는 비디오 테이프가 주로 사용되었다. 2010년대에 들어서 영상/음성 녹화에는 주로 미니 SD 카드가 사용된다. 제조사에 따라 특화된 메모리 카드가 추가로 호환된다. 고용량의 영상을 지속적으로 촬영할 경우 SD카드와 같은 메모리 카드는 저장용량이나 속도에 한계가 있으므로 SSD나 HDD에 직접 녹화할 수 있도록 외부 녹화 장치를 이용하기도 한다.

## 주요 제조사
방송용과 전문가용 제품은 소니, 파나소닉, 캐논, 아리, 블랙매직디자인 등의 업체가 제조한다. 컨슈머용 제품 제조사는 소니, 올림푸스, 삼성, 샤오미, 캐논, 파나소닉 등의 업체가 있다. 상당수의 이들 업체는 DSLR이나 미러리스 카메라의 제조사이기도 하다. 액션캠의 제조사로는 고프로가 유명하다. 이 외에도 DJI 등의 업체는 짐벌에 소형 캠코더를 장착한 제품을 선보이기도 했다.

## 같이 보기
- 비디오 카메라
- 무비 카메라
- 디지털 무비 카메라(영어판)
  - 시네알타(영어판)
- 3CCD
- USB 스트리밍 및 USB 포트
- VTR
- 필름룩(필르마이징)
- DOF 어댑터(35mm 어댑터)
- 스테디캠
- 액션 카메라